# Pierre Vinck (soappersonage)
Pierre Vinck is een personage uit de soap Thuis dat gespeeld werd door Jan Schepens in 2000.

## Biografie
Pierre wordt vrijgelaten uit een instelling en zoekt zijn zussen Valerie Wijndaele en Isabelle Vinck op, Pierre is geestesziek en terroriseert zijn zussen. Wanneer hij Eva Verbist leert kennen, beginnen ze een relatie. Fernand Verbist, de vader van Eva, vertrouwt hem niet en wanneer Isabelle aan Fernand de ware aard van Pierre vertelt, vermoordt Pierre Fernand. Vervolgens gaat hij op zoek naar Valerie en breekt hij met Eva wanneer blijkt dat ze zwanger is. Eva begint in te zien dat haar vader gelijk had over Pierre zijn aard. Pierre vindt vervolgens zijn zus Valerie en gijzelt haar. Zij kan echter bevrijd worden.

## Verdwijning
Wanneer hij Linda Lievens (de ex-vrouw van Fernand) voor de laatste keer ontmoet, bekent hij alles aan haar om haar bang te maken.
Linda heeft echter een pistool en schiet hem dood. Zij wordt gearresteerd en naar de gevangenis gebracht, maar ze wordt bevrijd en vlucht daarna naar Zuid-Afrika.